# Кинокефалы
Кинокефалы, киноцефалы (греч. κῠνοκέφᾰλοι), псоглавцы, песьи главы, песьеглавцы, песиголовцы — зооморфные персонажи из культуры разных народов, имеющие человеческое тело и голову собаки, волка, шакала или гиены.

## Свидетельства
Рассказы о народе псоглавцев встречаются у античных писателей: Гесиода, Геродота, Ктесия, Мегасфена, Плиния Старшего и др. Согласно им, кинокефалы жили в Индии, Ливии, Эфиопии, Скифии — на границах тогдашней ойкумены. Аристотель в Истории животных упоминает кинокефалов в ряду обезьян, что исследователи трактуют как описание павианов (ср. Бабуин: Papio cynocephalus).
Гесиод упоминает «песиголовцев надменных» в числе потомства Геи-Земли, в одном ряду с массагетами и пигмеями.
И увидел я знаменитое племя людей-полупсов, у коих поверх крепких плеч выросла пёсья голова с наисильнейшими челюстями; у них, как и у псов, лай, и вовсе не знают они славную именем речь других смертных (Симмий, «Аполлон»).
Согласно свидетельствам, хотя голова у них была собачья, всё остальное тело было целиком человекоподобно. Они пользовались инструментами и оружием, а также носили одежду — что дало возможность средневековым теологам утверждать, что душа у них есть, ведь стыд — это результат дарованной Господом души.
В Средневековье о них писали Блаженный Августин, Плано Карпини, Порденоне и Марко Поло. Области, отмеченные как «населённые псоглавцами», присутствовали на средневековых картах.
С расширением границ мира в эпоху Великих географических открытий кинокефалы «перекочевали» на Молуккские острова (в Индонезию) и в Америку — Христофору Колумбу, в частности, рассказывали о племени каннибалов с пёсьими головами (ими оказались карибы). Последние свидетельства очевидцев относятся к XVIII в.

«Кинокефалов, или песьеглавцев первоначально помещали в Африке, позднее на картах XII—XIII вв. они переместились на север Азии. На Севере кинокефалы впервые появляются в контексте эсхатологических пророчеств Псевдо-Мефодия Патарского. Они составляют одно из подразделений апокалиптического войска Гога и Магога (т. н. яфетические солдаты). На карте Генриха Майнцского читаем легенду: „Рифейские горы — граница Азии и Европы; река Танаис. Здесь живут мерзкие люди Грифа, кинокефалы“. На Эбсторфской карте мира песьеглавец вооружён луком и стрелой, рядом значится легенда: „Кинокефалы зовутся так, потому что у них пёсьи головы и личина; одеждой им служат звериные шкуры, а голос их — собачий лай“. На карте мира 1550 г. просвещённого французского картографа Пьера Деселье (Дьепская картографическая школа) на северо-востоке „Московии“ в области „Colmogora“ помещена миниатюра русского охотника-промысловика (или эсхатологического бойца Гога и Магога), одетого в шкуры, вместо лука и стрел в руках у него уже ружьё, но вместо лица по-прежнему пёсья морда. В англо-нормандской картографической традиции песьеглавцы перемещаются с северо-востока в Индию и в Африку».

Существует письменное свидетельство архидьякона Павла Алеппского, который, находясь в Москве во второй половине XVII века, участвовал в обряде «чина омовения мощей». Перечисляя различные реликвии Благовещенского собора, он описал лобызаемую пёсью голову святого Христофора: 

Вот названия мощей тех святых, которые мы могли удержать в памяти: <…> глава мученика Христофора с лицом точь-в-точь как у собаки, с длинным ртом; она тверда как кремень — наш ум был поражён изумлением: тут нет места сомнению!

## Известные собакоголовые персонажи
- Анубис — древнеегипетский зооморфный бог
- Святой Христофор — христианский святой, согласно одной из версий жития, принадлежал к подобному собакоголовому племени, жившему на границах империи. Согласно другой — собачья голова была дарована ему Богом в ответ на молитвы, чтобы противостоять искушениям. (Подробнее см. статью).
- Полкан — русский богатырь, представленный в былинах как кентавр, иногда изображённый и с пёсьей головой[6].
- Аралезы — армянские боги-псоглавцы, которые могли лизанием ран павших в бою возвращать их к жизни[7].

- Святые Ахракас и Аугани — двое святых с собачьей головой описаны в житие коптского святого Меркурия Абу-Сефейна, которому они верно служили и везде сопровождали, их изображения запечатлены на иконе XVIII века в Коптском музее[8][9][10].